# Persone di nome Facundo
| Questa pagina contiene informazioni ricavate automaticamente dalle voci biografiche con l'ausilio del template Bio e di un bot. L'aggiornamento è periodico e automatico e ricostruisce completamente la pagina. Se manca una persona in questa lista, sei pregato di non aggiungerla, ma accertati piuttosto che la sua voce biografica contenga il template Bio e che i dati anagrafici siano correttamente compilati. Se il template Bio manca, inseriscilo tu stesso o, in alternativa, metti l'avviso {{tmp\|Bio}} che ne segnala la mancanza. Se i dati riportati sono sbagliati, correggi direttamente la voce biografica; le modifiche saranno visibili in questa lista entro pochi giorni. Per chiarimenti vedi il progetto antroponimi. La lista contiene solo le 113 persone che sono citate nell'enciclopedia e per le quali è stato implementato correttamente il template Bio. Pagina aggiornata al 6 mag 2025. |

Questa è una lista di persone presenti nell'enciclopedia che hanno il nome Facundo, suddivise per attività principale.

## Allenatori di calcio(2)
- Facundo Oreja, allenatore di calcio e ex calciatore argentino (Mar del Plata, n. 1982)
- Facundo Sava, allenatore di calcio e ex calciatore argentino (Ituzaingó, n. 1974)

## Arbitri di calcio(1)
- Facundo Tello, arbitro di calcio argentino (Bahía Blanca, n. 1982)

## Attori(1)
- Facundo Espinosa, attore argentino (Buenos Aires, n. 1980)

## Cantautori(1)
- Facundo Cabral, cantautore argentino (La Plata, n. 1937 - Città del Guatemala, † 2011)

## Cestisti(4)
- Facundo Campazzo, cestista argentino (Córdoba, n. 1991)
- Facundo Corvalán, cestista argentino (Junín, n. 1998)
- Facundo Piñero, cestista argentino (Mar del Plata, n. 1988)
- Facundo Sucatzky, ex cestista e allenatore di pallacanestro argentino (n. 1972)

## Giocatori di polo(1)
- Facundo Pieres, giocatore di polo argentino (Buenos Aires, n. 1986)

## Hockeisti su prato(1)
- Facundo Callioni, hockeista su prato argentino (n. 1985)

## Imprenditori(1)
- Facundo Bacardi, imprenditore spagnolo (Sitges, n. 1813 - Santiago di Cuba, † 1886)

## Pallavolisti(2)
- Facundo Conte, pallavolista argentino (Buenos Aires, n. 1989)
- Facundo Imhoff, pallavolista argentino (Santa Fe, n. 1989)

## Piloti automobilistici(1)
- Facu Regalia, pilota automobilistico argentino (Buenos Aires, n. 1991)

## Politici(1)
- Facundo Machaín, politico paraguaiano (Asunción, n. 1845 - Asunción, † 1877)

## Rugbisti a 15(1)
- Facundo Isa, rugbista a 15 argentino (Santiago del Estero, n. 1993)

## Tennisti(3)
- Facundo Argüello, ex tennista argentino (Córdoba, n. 1992)
- Facundo Bagnis, tennista argentino (Rosario, n. 1990)
- Facundo Díaz Acosta, tennista argentino (Buenos Aires, n. 2000)

## Teologi(1)
- Facundo Lozano, teologo e medico spagnolo (Medina del Campo, n. 1713 - † 1788)